# Rakaia calcarobtusa
Rakaia calcarobtusa är en spindeldjursart. Rakaia calcarobtusa ingår i släktet Rakaia och familjen Pettalidae.

## Underarter
Arten delas in i följande underarter:
- R. c. calcarobtusa
- R. c. westlandica